# 곽주영
곽주영(1984년 8월 21일 ~ )은 대한민국의 농구 선수로 포지션은 포워드이다.
2002년 11월에 열린 2003 WKBL 신입선수 선발회에서 1라운드 1순위로 인천 금호생명 팰컨스에 지명되었다. 2018-19 시즌 종료 후 은퇴를 선언하였으나 2021-22 시즌 다시 복귀하였다.

## 수상
- WKBL 신인선수상: 2003
- WKBL 식스우먼상: 2016